# Wendy Okolo
Wendy A. Okolo (Nigéria, 1989) é uma engenheira de pesquisa aeroespacial nigeriana que trabalha na Divisão de Sistemas Inteligentes do Centro de Pesquisa Ames da NASA e onde também gere o Women’s Special Emphasis Program. Okolo foi a primeira mulher negra a doutorar-se em engenharia aeroespacial pela Universidade do Texas em Arlington.

## Educação
Okolo concluiu o ensino secundário no Queen's College, uma escola feminina em Lagos, Nigéria e em 2010 licenciou-se em engenharia aeroespacial na Universidade do Texas em Arlington (UTA). Enquanto estudante de licenciatura Okolo foi presidente da Sociedade de Mulheres Engenheiras da Universidade.
Aos 26 anos, em 2015, Okolo termina o seu doutoramento em engenharia aeroespacial na UTA e torna-se na primeira mulher negra a obter este grau académico nesta Instituição.  Os seus estudos de doutoramento foram supervisionados por Atilla Dogan.

## Carreira
Okolo iniciou a sua carreira enquanto estudante de licenciatura como estagiária na Lockheed Martin, trabalhando nave Orion da NASA. Ao longo de dois verões, Okolo trabalhou no Escritório de Gestão de Requisitos em Engenharia de Sistemas e na equipa de Mecanismos de Hatch em Engenharia Mecânica. Como aluna de pós-graduação, Okolo trabalhou no ramo de Design e Análise de Controle do Laboratório de Pesquisa da Força Aérea (AFRL), na Base da Força Aérea de Wright-Patterson . 
Okolo é sub-gestora de projetos na Divisão de Sistemas Inteligentes do Centro de Pesquisa Ames da NASA.  Okolo é também engenheira de pesquisa na Discovery and Systems Health Technology (DaSH) 

## Vida pessoal
Okolo indica que suas irmãs lhe ensinaram ciência através das suas realidades quotidianas. Para Okolo as suas irmãs são as suas heroínas. 

## Prémios
- Bolsa Amelia Earhart (2012) [10]
- Bolsa de Pós-Graduação em Ciência e Engenharia de Defesa Nacional (NDSEG) (2012) [5]
- Prémio de Pós-Graduação AIAA John Leland Atwood (2013) [11]
- Prémio BEYA Global Competitiveness Conference (2019) - O Engenheiro Mais Promissor do governo dos Estados Unidos. [1]
- Prémio Women in Aerospace (2019) - Iniciativa, Inspiração e Impacto
- Prémio NASA Ames Early Career Researcher (2019)
- Prémio de Pós-Graduação da Universidade do Texas em Arlington (2019)